# Dichondra occidentalis
Dichondra occidentalis là một loài thực vật có hoa trong họ Bìm bìm. Loài này được House mô tả khoa học lần đầu tiên vào năm 1906.